# Jorge Cristián de Hesse-Homburg
Jorge Cristián (Homburg, 10 de diciembre de 1626 - Fráncfort, 1 de agosto de 1677) fue el tercer landgrave de Hesse-Homburg.

## Antecedentes
Jorge Cristián fue el quinto hijo del landgrave Federico I nacido de Hesse-Homburg. Después de que su padre muriera en 1638, los niños crecieron bajo la tutela de su madre, Margarita Isabel de Leiningen-Westerburg.

## Carrera política y militar
En 1648, Jorge Cristián entró al servicio militar español y permaneció allí hasta 1653, siendo su último cargo el de "Capitán General". Durante esta época, en 1651, se convirtió al catolicismo, por razones que no constan. A menudo se dice que una "aventura galante" pudo haber llevado a su conversión, pero esta alegada aventura no está documentada en fuentes históricas. Es posible que esperase ganar mejores oportunidades para su carrera en el ejército español.
Después de dejar el servicio español, Jorge Cristián fue a Francia, a buscar su fortuna en el ejército francés. Después de ser promovida a Teniente general en 1656, intentó reunir un regimiento de infantería y uno de caballería. Sin embargo, no tuvo éxito. Tuvo un importante papel, cuando actuó como mediador y representante del cardenal Mazarino francés en la elección imperial de 1658 y las negociaciones que llevaron a la formación de la Liga del Rin, también en 1658. 
Alrededor de 1660, Jorge Cristián permaneció en Sajonia. No está claro en las fuentes históricas cuánto tiempo estuvo allí. Estaba en la corte del duque Guillermo en Weimar. Se unió a la Sociedad fructífera bajo el apodo der Beherzte ("el Bravo") y como su eslogan "en el campo abierto". Está documentado como el miembro número 755 en el registro de la Sociedad en Köthen.
En septiembre de 1665, sirvió en los Países Bajos como comandante del ejército de Christoph Bernhard von Galen, quien se alió con el rey de Inglaterra. La lucha militar por el control de Borculo finalizaron con la intervención de Francia y Brandeburgo, en detrimento de Galen.

## "Año loco" en Hanau
En 1669, fue uno de los principales partícipes en el "año loco" en Hanau, una disputa entre el conde reinante Federico Casimiro, quien era también un miembro de la Sociedad fructífera, y sus parientes alrededor de la desastrosa situación financiera en Hanau y los megalomaniacos proyectos de Federico Casimiro, como las Indias de Hanau, una colonia proyectada de Hanau en el río Orinoco en la costa septentrional de Sudamérica. Jorge Cristián actuó como asesor de Federico Casimiro. En un intento de compensar su desastre financiero, Federico Casimiro estaba considerando hipotecar el condado de Hanau-Lichtenberg al duque de Lorena y convertirse al catolicismo, con la esperanza de asegurarse el apoyo de ese lado. Federico Casimiro vendió el distrito de Rodheim por 9000 tálero a Jorge Cristián. Jorge Cristián luego intentó adquirir el distrito de Dorheim, incluyendo la mina de sal de Nauheim, que era muy importante para la economía de Hanau. En un intento de marginar a los parientes de Federico Casimiro, quienes se opusieron a vender grandes partes del país, Jorge Cristián intentó convertirse en regente de Hanau. Los parientes entonces recurrieron a medidas extraordinarias y pusieron en marcha un golpe de Estado. Después de largas negociaciones, el emperador Leopoldo I decidió que el conde palatino Cristián II de Zweibrücken-Birkenfeld y Ana Magdalena de Birkenfeld-Bischweiler, los guardianes de los sobrinos de Federico Casimiro y sucesores fueron nombrados co-regentes de Hanau, con el derecho a vetar las decisiones del conde. Su posición sería apoyada por el ejército de Hesse-Kassel. Los asesores de Federico Casimiro, incluyendo Jorge Cristián, fueron liberados de la prisión.

## Landgraviato de Homburg
También en 1669, Jorge Cristián adquirió Hesse-Homburg de su hermano Guillermo Cristóbal.  En 1671, vendió Hesse-Homburg a sus principales acreedores, Juan Cristián de Boyneburg y el banquero Johann Ochs de Fráncfort. Ellos vendieron entonces Hesse-Homburg al landgrave Luis VI de Hesse-Darmstadt en 1673.

## Muerte
Jorge Cristián murió el 1 de agosto de 1677 en Fráncfort del Meno. Inusual para un landgrave de Hesse-Homburg, no fue enterrado en la cripta debajo de la iglesia del castillo en Homburg; en lugar de ello tuvo una tumba barroca cerca de la entrada meridional de la cripta bajo la catedral de Maguncia.

## Matrimonio
El 11 de octubre de 1666 en Hamburg, Jorge Cristián se casó con Ana Catalina de Pogwitsch, el viudo Federico de Ahlefeldt. El matrimonio no parece haber sido feliz, porque en 1668 se le encuentra de nuevo en Homburg, mientras su esposa permaneció en Alemania septentrional.